# Luís Martins (football, 1963)
Pour les articles homonymes, voir Martins et Luís Martins.
Luís Martins Lamas Martins est un entraîneur portugais de football né le 29 novembre 1963 à Lisbonne.
Il a été l'entraîneur du Portimonense Sporting Clube en deuxième division.

## Carrière
| Saison    | Club                              | Pays     | Division            |
| --------- | --------------------------------- | -------- | ------------------- |
| 2003-2004 | Sporting Portugal                 | Portugal | Poussins            |
| 2004-2005 | Sporting Portugal                 | Portugal | I (adjoint)         |
| 2005-2006 | Sporting Portugal                 | Portugal | I (adjoint) Juniors |
| 2006-2007 | Sporting Portugal Portimonense SC | Portugal | Juniors II          |
| 2007-2008 | Portimonense SC                   | Portugal | II                  |